# Isotropis parviflora
Isotropis parviflora är en ärtväxtart som beskrevs av George Bentham. Isotropis parviflora ingår i släktet Isotropis och familjen ärtväxter. Inga underarter finns listade i Catalogue of Life.